# Friedberg, Aichach-Friedberg
Friedberg là một đô thị ở Aichach-Friedberg bang Bayern thuộc nước Đức.

## Thành phố kết nghĩa
- La Crosse, Wisconsin (Hoa Kỳ)
- Völs am Schlern (Fiè allo Sciliar), Bolzano-Bozen, (Ý)
- Friedberg, Styria (Áo)
- Bressuire (Pháp)
- Chippenham (Anh)